# CINEMATEK
Het Koninklijk Belgisch Filmarchief, (Frans: Cinémathèque Royale de Belgique) afgekort KBF, opererend onder de merknaam CINEMATEK is de nationale cinematheek van België. De instelling verzamelt, bewaart en ontsluit een uitgebreide filmcollectie, met bijzondere aandacht voor de Belgische cinema, en organiseert daarnaast filmvertoningen, tentoonstellingen en educatieve programma’s.
CINEMATEK is een biculturele Stichting van Openbaar Nut, gesubsidieerd door POD Wetenschapsbeleid en ondersteund door de Nationale Loterij. Het doel is films en documentatie met blijvende esthetische, technische of historische waarde te bewaren en toegankelijk te maken voor onderzoekers, studenten, journalisten en filmliefhebbers.

## Geschiedenis
Het Koninklijk Belgisch Filmarchief vindt haar oorsprong in de jaren 1930, een periode waarin overal in Europa en daarbuiten de eerste filmmusea ontstonden. Stockholm opende zijn cinematek in 1933, gevolgd door Berlijn in 1934, Milaan, Londen en New York in 1935, en in 1936 richtte Henri Langlois de Cinémathèque française in Parijs op. In Brussel besloten drie jonge intellectuelen, André Thirifays, Henri Storck en Pierre Vermeylen, die sinds 1931 de filmclub “Le Club de l’Écran” organiseerden, om niet alleen kwaliteitsfilms te vertonen, maar ook actief bij te dragen aan het behoud van de filmgeschiedenis. Aangemoedigd door Henri Langlois, met wie zij een nauwe band hadden opgebouwd, richtten zij op 9 april 1938 de vzw Belgisch Filmarchief op.
Toch kende het Filmarchief een moeilijk begin. Ondanks het enthousiasme van de oprichters en hun team, waaronder Dimitri Balachoff, Paul Davay en René Jauniaux, telde de collectie tot 1944 slechts drie films. De ontwikkeling verliep traag en werd vaak genegeerd of met minachting bekeken door politieke instanties. Pas in 1951 ontving de instelling haar eerste openbare subsidie. Tot het einde van de jaren 1960 concentreerde het Filmarchief zich vooral op de organisatie van kunst- en experimentele filmvertoningen in het Paleis voor Schone Kunsten, binnen het kader van “L’Écran du Séminaire des Arts”, het vervolg van “Le Club de l’Écran”, vaak met kopieën die Henri Langlois vriendelijk ter beschikking stelde.
Een belangrijk keerpunt voor het Filmarchief was na de Tweede Wereldoorlog met de komst van Jacques Ledoux. Na de oorlog bood hij zijn diensten aan bij het Filmarchief en werd hij officieel conservator in 1958, een functie die hij tot zijn overlijden in 1988 bekleedde. Ledoux werd het gezicht van het Filmarchief, gedreven door passie voor cinema en voor het bewaren van het filmerfgoed. Hij versterkte de professionele organisatie, zette uitgebreide archiverings- en conserveringssystemen op, en richtte een restauratieafdeling op. Onder zijn leiding groeide de collectie aanzienlijk en werd de instelling een van de belangrijkste filmarchieven in Europa.
De filmcollectie groeide snel en daarom richtte Jacques Ledoux op 21 december 1961 het Filmmuseum in het Paleis voor Schone Kunsten op, in samenwerking met architect Constantin Brodzki en beeldend kunstenaar Corneille Hannoset. Het Filmmuseum bood aanvankelijk een kleine zaal van honderd plaatsen en werd later uitgebreid met tentoonstellingsruimtes over de prehistorie van cinema en een zaal voor stomme films.
Ledoux organiseerde belangrijke internationale competities voor experimentele films, zoals zoals EXPRMNTL en L’Âge d’Or, en zorgde met Ciné-découvertes voor de vertoning van kwalitatief nieuwe films. Zijn ethiek voor collectiebeheer, met een duidelijke scheidslijn tussen tonen en bewaren, beïnvloedde ook zijn rol binnen de FIAF, waar hij tussen 1961 en 1977 verschillende functies bekleedde.
Op 10 december 2002 hield het Filmmuseum op te bestaan als zelfstandige vzw en werd het geïntegreerd in het Koninklijk Belgisch Filmarchief. Van 2006 tot 2008 werden de filmvertoningen tijdelijk ondergebracht in het Shell-gebouw wegens een ingrijpende renovatie van het museum. Onder leiding van Robbrecht & Daem architecten werd Zaal voor Sierkunsten in zijn oorspronkelijke art-decostijl hersteld en ingericht als ontvangst- en tentoonstellingsruimte. Daarnaast werden ondergronds twee nieuwe filmzalen gebouwd, een technisch uitdagend project door de beperkingen van het gebouw.
Op 31 januari 2009 heropende het Koninklijk Belgisch Filmarchief onder de nieuwe naam CINEMATEK, ruim een jaar later dan gepland en zes jaar nadat de eerste verbouwingswerken waren gestart. In het vernieuwde gebouw kwamen, naast een ruimte voor de vaste collectie objecten uit de (voor)geschiedenis van de cinema, twee bioscoopzalen: de zaal Ledoux (117 plaatsen; vernoemd naar Jacques Ledoux) en de zaal Plateau (29 plaatsen; vernoemd naar Joseph Plateau, uitvinder van de fenakistiscoop). Beide zalen zijn uitgerust met analoge en digitale projectoren en beschikken over een piano voor livebegeleiding. De Plateau-zaal wordt vooral gebruikt voor vertoningen van stomme film.
Ter gelegenheid van de heropening organiseerde CINEMATEK een opendeurweekend met vertoningen van onder meer François Ozon, Alfred Hitchcock, Tex Avery, Buster Keaton en Charlie Chaplin. In de daaropvolgende maanden werden filmcycli rond New Hollywood en Belgische cinema gepresenteerd, evenals retrospectieven gewijd aan Luis Buñuel, Ernst Lubitsch, Joseph Mankiewicz, Rainer Werner Fassbinder en Alfred Hitchcock. In 2011 telde CINEMATEK 143.318 filmkopieën, goed voor 67.213 titels, van fictie en documentaires tot korte en lange films, met een jaarlijkse groei van ongeveer 2.000 kopieën.
Een belangrijk actueel aandachtspunt blijft de digitalisering van de collectie, een kostbare maar noodzakelijke stap om films te bewaren nu traditionele filmlagen zoals acetaat beginnen te degraderen. CINEMATEK blijft grotendeels afhankelijk van de vasthoudendheid, vindingrijkheid en het beheer van haar leidinggevenden, evenals van het vertrouwen van de lokale filmindustrie, terwijl zij tracht haar missie van conserveren, restaureren en verspreiden van filmcultuur te blijven vervullen.
Conservatoren:
- 1958–1988: Jacques Ledoux[3][5]
- 1988–2011: Gabrielle Claes[5]
- 2011–2011: Wouter Hessels[7]
- 2011–2020: Nicola Mazzanti
- 2020–heden: Tomas Leyers[8]

## Collectie
Het archief beschikt over een uitgebreide documentatiedienst en dienstverlening naar scholen, filmclubs en filmverenigingen. In de bibliotheek is een grote collectie boeken, tijdschriften, scenario's en affiches raadpleegbaar. Tot 2001 gaf het archief het "Jaarboek van de Belgische film" met alle informatie over het Belgisch filmlandschap: distributie, bioscopen, filmclubs, filmfestivals, index van filmtitels.
Het filmarchief bewaart niet alleen films en documentatie maar restaureert ook historische films. Het museum bevat tevens twee cinemazalen zodat het brede publiek kan kennismaken met de rijke collectie van films met een blijvende esthetisch, historische of technische waarde.
Aan het archief is de Decentralisatie van Klassieke en Hedendaagse Films vzw verbonden. Dit orgaan beheert en verdeelt een verzameling klassieke en hedendaagse films die representatief zijn voor de verschillende aspecten van de filmgeschiedenis. De distributie richt zich vooral naar een niet-commerciële verspreiding, uitsluitend voorbehouden aan de culturele sector zoals filmclubs, scholen en culturele verenigingen.
Sedert de staatshervorming de bevoegdheid over culturele materies toewees aan de gemeenschappen kwam deze tweetalige instelling in het gedrang. Het voortbestaan ervan was bedreigd, maar het kreeg als oplossing een "bicultureel" statuut en ontvangt nu subsidie van het federale ministerie van Economie, Energie, Buitenlandse Handel en Wetenschapsbeleid.
Het archief is aangesloten bij de International Federation of Film Archives, die op internationaal vlak de belangrijkste filmarchieven verenigt. Gedurende twintig jaar had Gabrielle Claes de leiding in handen.